# Jan Persson
Jan Persson (22. juli 1943-15. november 2018) var en dansk fotograf. Med sit kamera har han indfanget alle[kilde mangler] større og mindre begivenheder på den danske jazzscene siden begyndelsen af 1960'erne, lige fra de store koncertscener og klubberne til udendørskoncerterne og DR’s radio og TV-studier.
Det kom der ikoniske billeder af f.eks. Louis Armstrong og Miles Davis ud af. Senere så han muligheder i beat og rockmusikken, og legender som Bob Dylan, Jimi Hendrix, Led Zeppelin og Jim Morrison kom i hans linse.
Hans fotografier er benyttet i en række bøger og udstillinger, og er brugt til mere end 1000 LP og CD omslag.
Persson har leveret billeder til det amerikanske jazztidsskrift Down Beat, Musica Jazz, Melody Maker og Jazz Special samt dagbladene Politiken, Berlingske og Ekstra Bladet.
Efter pensioneringen overdrog han 15.000 billeder fra sit omfattende arkiv til Aalborg Universitet.
I 2004 modtog Jan Persson som den første ikke-musiker Ben Webster-prisen.
I 2014 modtog Jan Persson Jazzahead prisen i Bremen.
Han efterlod sin hustru Maj-Britt Persson ( gift 18.5.1991) og 3 børn, Christina Persson, Louise Persson og Julie Lund.
 Der er for få eller ingen kildehenvisninger i denne artikel, hvilket er et problem. Du kan hjælpe ved at angive troværdige kilder til de påstande, som fremføres i artiklen.